# Пример Фюрстенберга
Пример Фюрстенберга — пример гладкой динамической системы на двумерном торе, которая минимальна, но не эргодична относительно меры Лебега.

## Исторический контекст
Известная гипотеза, сформулированная в районе 70х годов многими авторами, утверждает, что для действия на окружности конечно-порождённой группы {\displaystyle C^{2}}—диффеоморфизмов, из минимальности (то есть отсутствия нетривиальных инвариантных замкнутых подмножеств) следует эргодичность (то есть отсутствие нетривиальных инвариантных измеримых подмножеств). Для случая одного диффеоморфизма окружности эта гипотеза была доказана одновременно Катком и Эрманом, для случая «неограниченно локально растягивающих» действий Салливаном.
Пример Фюрстенберга показывает, что утверждение этой гипотезы не может быть обобщено на случай двумерного фазового пространства, даже для случая одного диффеоморфизма.

## Конструкция
Пример Фюрстенберга строится в классе косых произведений: он имеет вид
| {\displaystyle F:\mathbb {R} ^{2}/\mathbb {Z} ^{2}\to \mathbb {R} ^{2}/\mathbb {Z} ^{2},\qquad (x,y)\mapsto (x+\alpha ,y+\varphi (x))} | ((*)) |

где угол {\displaystyle \alpha } иррационален.
Для системы вида (*) условие на то, что отображение {\displaystyle H:(x,y)\mapsto (x,y-h(x))} сопрягает её с «постоянным сдвигом» {\displaystyle (x,y)\mapsto (x+\alpha ,y+\beta )} — это гомологическое уравнение
| {\displaystyle \varphi (x)-\beta =h(x+\alpha )-h(x)} | ((**)) |

Необходимым условием его разрешимости является равенство {\displaystyle \beta =\int _{0}^{1}\varphi (x)\,dx}.
Рассмотрим функцию {\displaystyle \varphi (x)} с нулевым интегралом. Тогда, для неэргодичности отображения {\displaystyle F} достаточно его измеримого сопряжения с «горизонтальным поворотом» {\displaystyle (x,y)\mapsto (x+\alpha ,y)} (поскольку последний сохраняет все горизонтальные окружности и потому, очевидно, неэргодичен). С другой стороны, наличие измеримого, но не непрерывного, решения гомологического уравнения ещё не влечёт нарушения минимальности. Более того, оказывается (см. ниже), что отображение {\displaystyle F} минимально тогда и только тогда, когда у уравнения (**) нет непрерывных решений. Поэтому, достаточно построить пример функции {\displaystyle \varphi } и угла {\displaystyle \alpha }, для которых уравнение (**) будет иметь лишь измеримое, но не непрерывное решение.
Но коэффициенты Фурье функции h ищутся из (**) явно:
| {\displaystyle c_{k}(h)={\frac {c_{k}(\varphi )}{e^{2\pi ik\alpha }-1}}.} |

Поэтому решение {\displaystyle h} единственно, и задачу построения можно решать в другую сторону: найти измеримую, но не непрерывную функцию {\displaystyle h} и иррациональный угол {\displaystyle \alpha }, такие, что функция {\displaystyle \varphi } с коэффициентами Фурье
| {\displaystyle c_{k}(\varphi )=(e^{2\pi ik\alpha }-1)\cdot c_{k}(h)} |

была бы бесконечно гладкой.
Для этого, можно выбрать угол {\displaystyle \alpha } достаточно хорошо приближающийся рациональными, и последовательно выбрать коэффициенты Фурье функции {\displaystyle h} на местах k, соответствующих хорошим приближениям {\displaystyle \alpha }, разрушив непрерывность h, но сохранив гладкость {\displaystyle \varphi }.

### Доказательство минимальности
Пусть {\displaystyle X\subset \mathbb {T} ^{2}=\mathbb {R} ^{2}/\mathbb {Z} ^{2}} — минимальное множество косого произведения {\displaystyle F}, заданного (*). Тогда, с одной стороны, {\displaystyle X} (в силу минимальности иррационального поворота) должен проецироваться при проекции {\displaystyle (x,y)\mapsto x} на всю окружность.
С другой стороны, отображение {\displaystyle F} коммутирует с «вертикальными сдвигами» {\displaystyle T_{b}:(x,y)\mapsto (x,y+b)}. Поэтому все множества {\displaystyle X_{b}:=T_{b}(X)} также являются минимальными. Наконец, два минимальных множества либо не пересекаются, либо совпадают. Поэтому группа «вертикальных самосовмещений» множества {\displaystyle X}
| {\displaystyle G:=\{b\in \mathbb {R} /\mathbb {Z} \mid T_{b}(X)=X\}=\{b\in \mathbb {R} /\mathbb {Z} \mid X_{b}\cap X\neq \emptyset \}} |

является замкнутой подгруппой окружности, и совпадает с группой самосовмещений пересечения {\displaystyle X} с любой «вертикальной» окружностью {\displaystyle \{x=x_{0}\}}.
Поскольку {\displaystyle G} — замкнутая подгруппа окружности, она может состоять:
- либо только из нуля,
- либо из конечного числа {\displaystyle k>1} элементов, — в этом случае {\displaystyle G=\{0,1/k,\dots ,(k-1)/k\}},
- либо совпадать со всей окружностью.

Поскольку группа {\displaystyle G} является также группой самосовмещений любого «вертикального сечения» {\displaystyle X\cap \{x=x_{0}\}}, а проекция {\displaystyle X} на ось {\displaystyle x} это вся окружность, в первом случае {\displaystyle X} это график некоторой непрерывной функции {\displaystyle h:S^{1}\to S^{1}}. Но график непрерывной функции инвариантен тогда и только тогда, когда соответствующее ей отображение {\displaystyle H:(x,y)\mapsto (x,y-h(x))} сопрягает систему с горизонтальным сдвигом! В частности — в отсутствие такого сопряжения первый случай невозможен.
Из аналогичных соображений несложно увидеть, что второй случай соответствует инвариантному многозначному (определённому с точностью до {\displaystyle 1/k}) графику, откуда из минимальности будет следовать, что «вектор сдвига» имеет ненулевой наклон (с тангенсом вида {\displaystyle p/k,\,p\neq 0}), поэтому среднее значение {\displaystyle \varphi } на окружности не равно нулю.
Наконец, последний вариант означает, что X совпадает со всем тором (ибо его пересечение с любой вертикальной окружностью непусто и самосовмещается любым поворотом) — тем самым, отображение F минимально.